# دينيس لاجولو
دينيس لاجولو (بالإنجليزية: Dennis Lajola)‏ مواليد 2 ديسمبر 1989 في الفلبين، هو لاعب كرة مضرب أمريكي يلعب باليد اليمنى ويحتل حالياً المرتبة رقم. 592 (يوليو 16, 2012) في تصنيف رابطة محترفي كرة المضرب. أعلى تصنيف له في الفردي كان المركز الـ 584 في سنة 2012. أعلى تصنيف له في الزوجي كان المركز الـ 1078 في سنة 2008.

## روابط خارجية
- دينيس لاجولو على موقع رابطة محترفي التنس (الإنجليزية)
- دينيس لاجولو على موقع الاتحاد الدولي لكرة المضرب (الإنجليزية)
- دينيس لاجولو على موقع خلاصة التنس.كوم (الإنجليزية)
- دينيس لاجولو على موقع إي إس بي إن.كوم (الإنجليزية)